# 氷川神社 (さいたま市浦和区)
氷川神社（ひかわじんじゃ）は、埼玉県さいたま市浦和区本太にある神社。旧社格は村社。
別称として本太氷川神社、元府趾氷川神社とも呼ばれる。鳥居扁額には元府趾（もとふと）と表記されている。

## 祭神
- 須佐之男命 （すさのをのみこと）

## 歴史
約1500年前から鎮座していると伝えられているが、創建年は不詳である。元府趾に建造されたことから、律令制の政庁があった時期（奈良時代）以降と推測される。
本太は高鼻郷の本拠地であったが、現在高鼻の地名は大宮区の氷川神社周辺に高鼻町が残るのみとなっている。

## 境内
- 本太氷川神社社殿
- 本太氷川神社境内社
- 本太氷川神社旧社殿
- 恵比須大黒
- 八雲社
- 上向福徳神

## 主な祭事
- 神燈祭り（7月18日）

## 文化財
- 本太氷川神社宮殿一基（埼玉県指定有形文化財(歴史資料）昭和45年3月30日指定）
- 本太氷川神社旧本殿（埼玉県指定有形文化財(建造物）平成7年3月17日指定） - 1650年頃に造られた。

## 現地情報
所在地
- 埼玉県さいたま市浦和区本太4-3-33

交通アクセス
- JR浦和駅東口から徒歩10分程度。

## 兼務社
- 氷川女体神社
- 元町八雲神社
- 三角稲荷神社

## ギャラリー

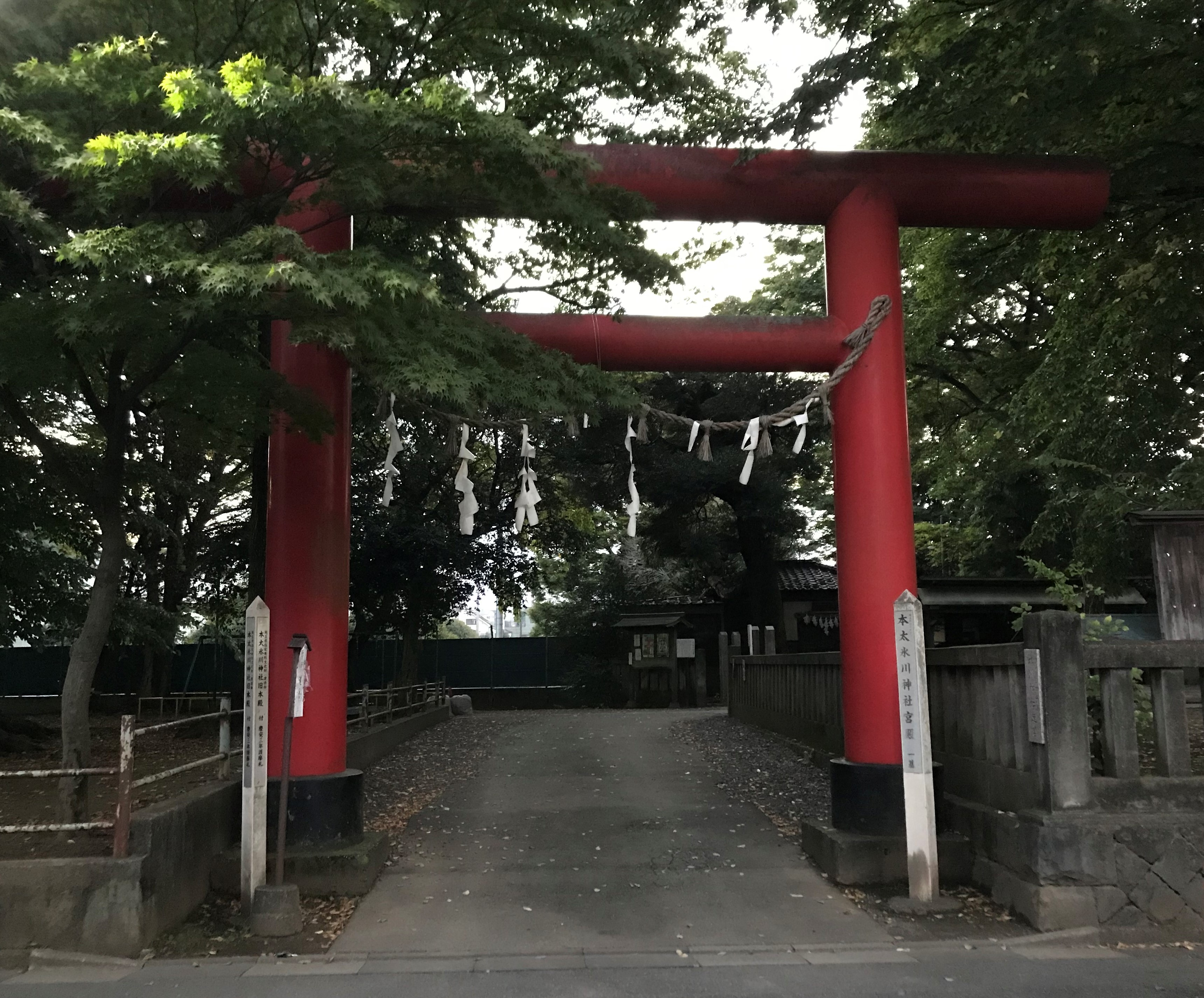
昭和鳥居
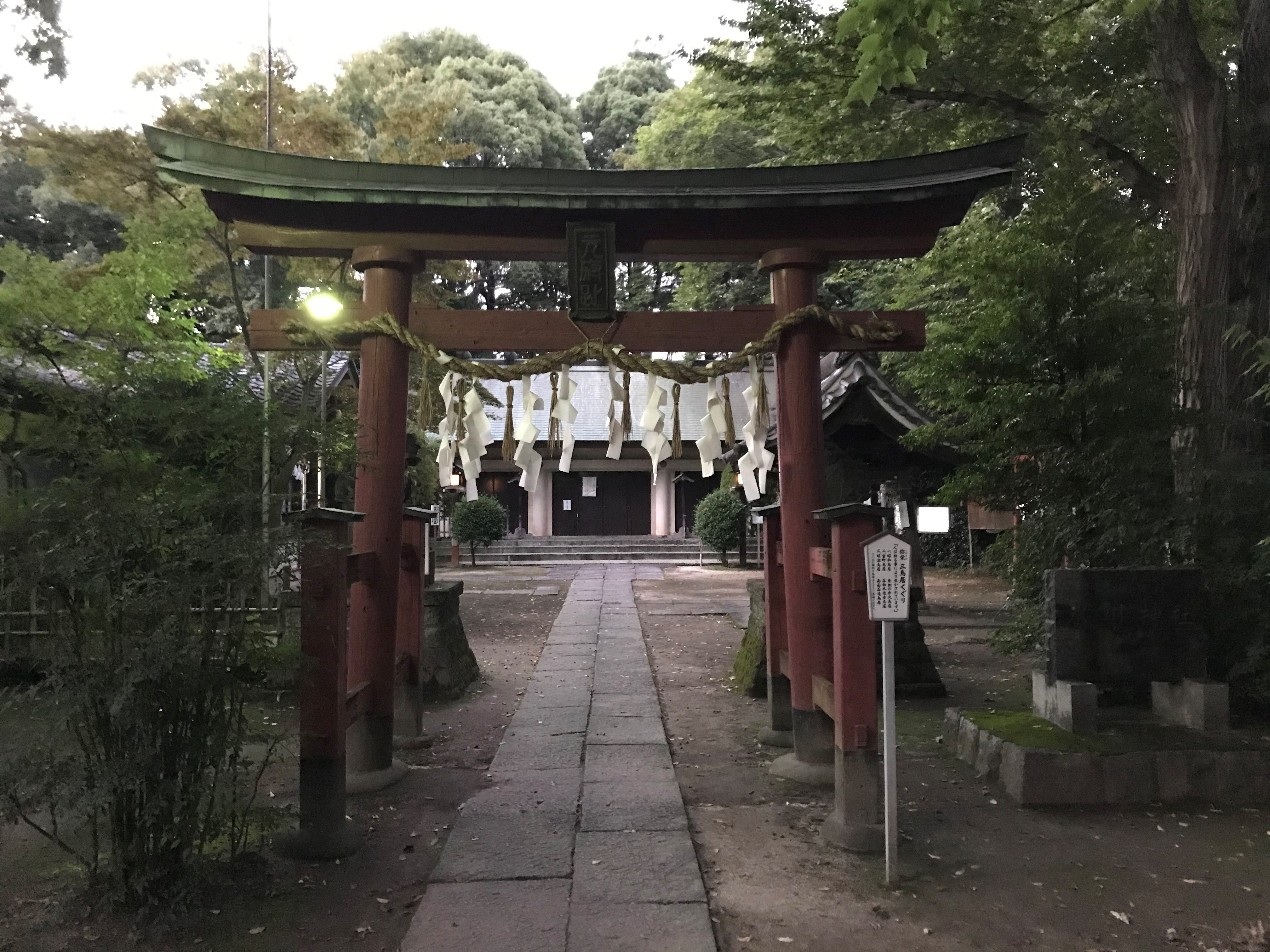
室町鳥居
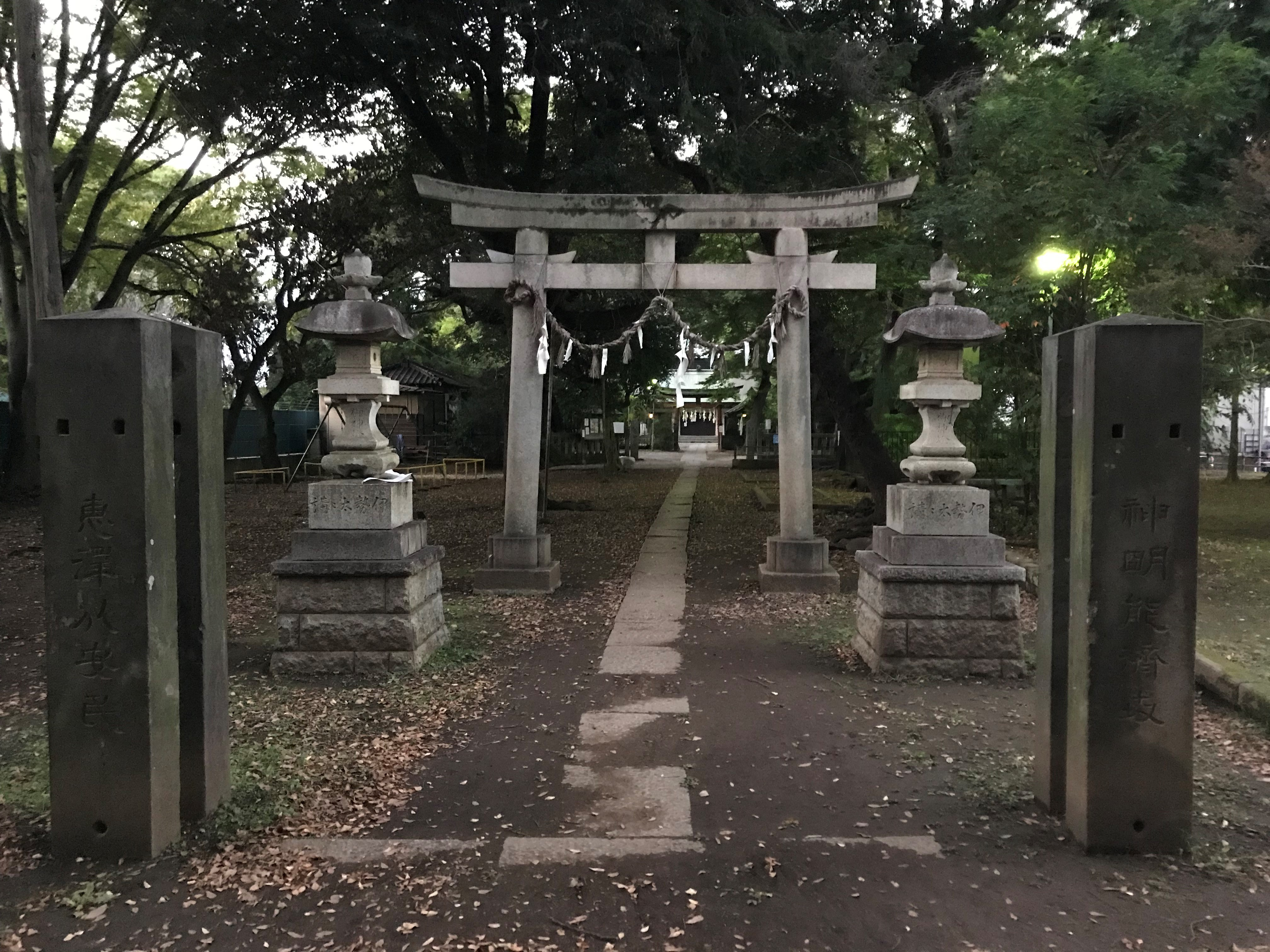
明治鳥居